# Carex verrucosa
Espèce
Classification phylogénétique
Carex verrucosa est une espèce des plantes du genre Carex et de la famille des Cyperaceae.